# MU-GEN
『MU-GEN〜Music Generations〜』（むげん ミュージック・ジェネレーションズ）は、2005年1月から2009年3月まで、千葉テレビ放送（チバテレ）が制作し、全国32局ネットで放送されていた音楽情報番組。

## 概要
- 『CD NEWS』の後継番組として2005年に放送をスタートした音楽情報番組。
- 主にビーイング系のアーティストの情報を紹介していた。収録はビーイングの第2の拠点ともいえる大阪（GIZAクリエイターズスクール、GRAND CAFE、hills パン工場）、ART CUBEビルで行われていた。
- ビーイング系以外のアーティストが来阪時のプロモーションの際に、ART CUBEビル内のスタジオで収録したコメントを放送していた。コブクロ[1]やスガシカオらが出演しており、プレゼント企画もあった。
- 新譜情報が少ない時期には、クリスマスに聴きたい曲の特集などを行っていた。取り上げられるアーティストは、ビーイング所属のアーティストがほとんどであった。
- 番組末期ではMusingでネット配信が開始され、ダウンロードによる視聴も可能であった。
- 放送開始直後は、HIROMI（羽田裕美）とKAORU（庭和田薫）の2人での出演であったが、番組内容のリニューアルにより山口"PON"昌人が加わり、最終回直前まで基本的に3人での進行が続いた。

## パーソナリティー
- 山口"PON"昌人 （FEEL SO BAD）
- HIROMI　（羽田裕美）
- KAORU　（庭和田薫）
- 斉田才 (音楽評論家)

※ナレーターとして出演。また、山口が不在の時に代役として出演していた。

## 番組の歴史
- 2005年1月：放送開始。KAORUが進行してナビゲーターのHIROMIがアルバムを開いてVTRが始まる演出だった。番組前半はまだ無名のバンドや歌手を密着するMU-GEN ROAD、後半がMU-GEN FOCUSほか。
- 2005年7月：番組ロゴ変更。番組セットがバーになる。山口“PON“昌人がバーのマスターという設定で登場する。10月まで番組最後に山口“PON“昌人による妄想コントコーナーがあった。
- 2006年7月：愛内里菜のライブ「里菜祭り2006」にパーソナリティ全員で登場し、観客と共にオープニングコールを撮影。
- 2007年6月：坂井泉水（ZARD）の追悼特集を行う。
- 2008年11月：放送200回を達成する。
- 2009年3月：放送終了。後番組は「MUSIC FOCUS」。

## コーナー
- MU-GEN FOCUS

ビーイング系アーティストの最新情報を数組紹介。その中で毎週「PICK UP」と題して、一組のアーティストの最新シングル・アルバムの全曲紹介・ライブ映像などを詳しく伝えていた。「PICK UP」終了後、パーソナリティの3人がコメントする事が恒例となっていた。
- MU-GEN おすすめ着うた（ - 2008年9月、月に1回ほど）

music.jp提供の着うたを紹介する。このコーナーに限って何故かビーイング系アーティストは取り上げられていなかった。
- MU-GEN ROAD

新人やインディーズアーティストのライヴ情報などを伝えるコーナー。このコーナーで初めてNaifuが紹介され、2008年のメジャーデビューへと繋がっている。
- LIVE at hillsパン工場
  - hillsパン工場でのライブの様子をダイジェストで伝えるコーナー。およそ放送週の1ヶ月前のライブを放送しており、最後に近日に行われるライブの日程を伝えていた。
- MU-GEN掲示板

音楽活動を行っているインディーズアーティストからの投稿VTRを紹介するコーナー。番組末期には、募集告知はしていたものの、コーナー自体が放送されなくなっていた。
- COMING SOON
  - 番組末期のコーナー。MU-GEN FOCUSで伝え切れなかった最新情報を、斉田才のナレーションで、アーティストの静止画と文字情報で伝えるコーナー。

## ネット局
| 地域          | 放送局               | 放送曜日/放送時間                                      | 放送区分                              |
| ------------- | -------------------- | ------------------------------------------------------ | ------------------------------------- |
| 千葉県        | 千葉テレビ（制作局） | 水曜 24:00 - 24:30                                     | 独立UHF局                             |
| 岐阜県        | 岐阜放送             | 金曜 26:15 - 26:45                                     | 独立UHF局                             |
| 埼玉県        | テレビ埼玉           | 土曜 26:00 - 26:30                                     | 独立UHF局                             |
| 奈良県        | 奈良テレビ           | 日曜 25:30 - 26:00                                     | 独立UHF局                             |
| 京都府        | 京都放送             | 水曜 26:00 - 26:30                                     | 独立UHF局                             |
| 群馬県        | 群馬テレビ           | 火曜 24:00 - 24:30                                     | 独立UHF局                             |
| 三重県        | 三重テレビ           | 火曜 26:25 - 26:55                                     | 独立UHF局                             |
| 高知県        | 高知放送             | 水曜 26:00 - 26:30                                     | 日本テレビ系                          |
| 岩手県        | テレビ岩手           | 月曜 24:29 - 24:59                                     | 日本テレビ系                          |
| 徳島県        | 四国放送             | 月曜 24:50 - 25:20                                     | 日本テレビ系                          |
| 北海道        | 札幌テレビ           | 月曜 25:38 - 26:08                                     | 日本テレビ系                          |
| 秋田県        | 秋田放送             | 火曜 24:50 - 25:20                                     | 日本テレビ系                          |
| 愛媛県        | あいテレビ           | 水曜 24:55 - 25:25                                     | TBS系                                 |
| 鹿児島県      | 南日本放送           | 水曜 25:00 - 25:30                                     | TBS系                                 |
| 長野県        | 信越放送             | 木曜 25:25 - 25:55                                     | TBS系                                 |
| 岡山県･香川県 | 山陽放送             | 木曜 25:55 - 26:25                                     | TBS系                                 |
| 富山県        | チューリップテレビ   | 木曜 26:00 - 26:30                                     | TBS系                                 |
| 山梨県        | テレビ山梨           | 土曜 25:45 - 26:15                                     | TBS系                                 |
| 山形県        | テレビユー山形       | 土曜 26:35 - 27:05                                     | TBS系                                 |
| 鳥取県･島根県 | 山陰放送             | 日曜 24:30 - 25:00                                     | TBS系                                 |
| 福島県        | テレビユー福島       | 日曜 24:35 - 25:05                                     | TBS系                                 |
| 熊本県        | 熊本放送             | 月曜 25:20 - 25:50                                     | TBS系                                 |
| 青森県        | 青森テレビ           | 月曜 25:25 - 25:55                                     | TBS系                                 |
| 新潟県        | 新潟放送             | 水曜 25:29 - 25:59                                     | TBS系                                 |
| 山口県        | テレビ山口           | 火曜 25:25 - 25:55                                     | TBS系                                 |
| 静岡県        | 静岡朝日テレビ       | 木曜 25:46 - 26:16                                     | テレビ朝日系                          |
| 沖縄県        | 琉球朝日放送         | 火曜 24:16 - 24:46                                     | テレビ朝日系                          |
| 石川県        | 北陸朝日放送         | 火曜 25:15 - 25:45                                     | テレビ朝日系                          |
| 広島県        | 広島ホームテレビ     | 土曜 26:50 - 27:20                                     | テレビ朝日系                          |
| 宮城県        | 仙台放送             | 火曜 25:18 - 25:48                                     | フジテレビ系                          |
| 大分県        | テレビ大分           | 月曜 24:59 - 25:29                                     | フジテレビ系･日本テレビ系クロスネット |
| 日本全国      | Music Japan TV       | 金曜 1:00 - 1:30(初回放送)(再放送あり)                 | スカパー!・スカパー!e2 （有料放送）   |
| 日本全国      | Music Japan TV       | 水・木曜 1:00 - 1:30                                   | モバHO!                               |
| 日本全国      | インターローカルTV   | 日曜 20:30 - 21:00 月曜 6:00 - 6:30 木曜 12:00 - 12:30 | スカパー!e2（無料放送）               |

## 歴代テーマソング
オープニングテーマとエンディングテーマは、主にビーイング系アーティストの楽曲で月毎に交代される。
長めのPVと共にオンエアされる。
| 年月日     | オープニングテーマ                                                     | エンディングテーマ                                                        |
| ---------- | ---------------------------------------------------------------------- | ------------------------------------------------------------------------- |
| 2005年1月  | 「君を知らない街へ」竹井詩織里                                         | 「白のファンタジー」JEWELRY                                               |
| 2005年2月  | 「Love,needing」倉木麻衣                                               | 「花篝り」滴草由実                                                        |
| 2005年3月  | 「愛のバクダン」B'z                                                    | 「Siren」doa                                                              |
| 2005年4月  | 「愛のバクダン」B'z                                                    | 「星のかがやきよ/夏を待つセイル(帆)のように」ZARD・「空色の猫」岩田さゆり |
| 2005年5月  | 「赤く熱い鼓動」愛内里菜                                               | 「君の思い描いた夢 集メル HEAVEN」GARNET CROW                             |
| 2005年6月  | 「P.S♡MY SUNSHINE」倉木麻衣                                            | 「ジューンブライド 〜あなたしか見えない〜」三枝夕夏 IN db                 |
| 2005年7月  | 「JUMP!NG↑GO☆LET'S GO⇒」岸本早未                                       | 「つながり」竹井詩織里                                                    |
| 2005年8月  | 「OCEAN」B'z                                                           | 「世界 止めて」竹井詩織里                                                 |
| 2005年9月  | 「君とのふれあい」ZARD                                                 | 「CRAZY」上木彩矢                                                         |
| 2005年10月 | 「キャンドル」doa                                                      | 「毎日アドベンチャー」スパークリング☆ポイント                             |
| 2005年11月 | 「Growing of my heart」倉木麻衣                                        | 「ORANGE★NIGHT」愛内里菜                                                  |
| 2005年12月 | 「晴れ時計」GARNET CROW                                                | 「Ah あなたに会いに行かなきゃ」高岡亜衣                                   |
| 2006年1月  | 「TANGO」北原愛子                                                      | 「卒業〜虹色DAYS〜」スパークリング☆ポイント                               |
| 2006年2月  | 「ベスト オブ ヒーロー」倉木麻衣                                       | 「君の涙を無駄にしたくない」滴草由実                                      |
| 2006年3月  | 「GLORIOUS」愛内里菜                                                   | 「籟・来・也」GARNET CROW                                                 |
| 2006年4月  | 「ピエロ」B'z                                                          | 「ピエロ」上木彩矢                                                        |
| 2006年5月  | 「MIRACLE」愛内里菜                                                    | 「もう一度 君に恋している」北原愛子                                       |
| 2006年6月  | 「Diamond Wave」倉木麻衣                                               | 「100もの扉」愛内里菜&三枝夕夏（コーラス：スパークリング☆ポイント）       |
| 2006年7月  | 「Everybody Jump」三枝夕夏 IN db                                       | 「夢・花火」GARNET CROW                                                   |
| 2006年8月  | 「今宵エデンの片隅で」GARNET CROW                                      | 「ゼロの気持ち」doa                                                       |
| 2006年9月  | 「まぼろし」GARNET CROW                                                | 「太陽」三枝夕夏 IN db                                                    |
| 2006年10月 | 「揺れる想い」ZARD                                                     | 「Go! MY HEAVEN」岸本早未                                                 |
| 2006年11月 | 「負けないで」ZARD                                                     | 「Like a little Love」竹井詩織里                                          |
| 2006年12月 | 「白い雪」倉木麻衣                                                     | 「心のリズム飛び散るバタフライ」doa                                       |
| 2007年1月  | 「薔薇が咲く 薔薇が散る」愛内里菜                                      | 「Tears 〜涙は見せたくない〜」宇浦冴香                                    |
| 2007年2月  | 「Season of love」倉木麻衣                                             | 「風とRAINBOW」GARNET CROW                                                |
| 2007年3月  | 「Sha la la -アヤカシNIGHT-」宇浦冴香                                  | 「はるかぜ」doa                                                           |
| 2007年4月  | 「七つの海を渡る風のように」愛内里菜&三枝夕夏                          | 「はるかぜ」doa・「ミセカケの I Love you」上木彩矢                        |
| 2007年5月  | 「七つの海を渡る風のように」愛内里菜&三枝夕夏・「ロンリースターズ」B'z | 「ミセカケの I Love you」上木彩矢・「I still believe 〜ため息〜」滴草由実 |
| 2007年6月  | 「君と約束した優しいあの場所まで」三枝夕夏 IN db                       | 「眠る君の横顔に微笑みを」三枝夕夏 IN db                                  |
| 2007年7月  | 「明日のために」上木彩矢                                               | 「こいはなび」高岡亜衣                                                    |
| 2007年8月  | 「休憩時間10分」宇浦冴香                                               | 「Mint」愛内里菜                                                          |
| 2007年9月  | 「果実」宇浦冴香                                                       | 「セツナの光景」竹井詩織里                                                |
| 2007年10月 | 「明日は明日の風の中.....夢の中」三枝夕夏 IN db                        | 「星の降る夜には」上木彩矢                                                |
| 2007年11月 | 「Silent love〜open my heart〜」倉木麻衣                               | 「世界はまわると言うけれど」GARNET CROW                                   |
| 2007年12月 | 「グロリアス マインド」ZARD                                            | 「眠れぬ夜に」愛内里菜                                                    |
| 2008年1月  | 「One Life」倉木麻衣                                                   | 「BLACK」白石桔梗                                                         |
| 2008年2月  | 「雪どけのあの川の流れのように」三枝夕夏 IN db                         | 「キミにHUGされていたい」PINC INC                                         |
| 2008年3月  | 「夢が咲く春」倉木麻衣                                                 | 「SUNDAY MORNING」上木彩矢                                                |
| 2008年5月  | 「I believe you 〜愛の花〜」愛内里菜                                   | 「キミにHUGされていたい」PINC INC                                         |
| 2008年6月  | 「君去りし誘惑」上木彩矢                                               | 「CALLING ME」滴草由実                                                    |
| 2008年7月  | 「一秒ごとに Love for you」倉木麻衣                                    | 「サザンライツ」doa                                                       |
| 2008年8月  |                                                                        | 「週末大キライ」PINC INC                                                  |
| 2008年9月  | 「灼熱」BREAKERZ                                                       | 「Are you happy now?」上木彩矢                                            |
| 2008年10月 | 「君との出逢い 〜good bye my days〜」愛内里菜                          | 「GO YOUR OWN WAY」滴草由実                                               |
| 2008年11月 | 「Angelic Smile」BREAKERZ                                              | 「I wish」doa                                                             |
| 2008年12月 | 「世界はそれでも変わりはしない」上木彩矢                               | 「誰もがきっと誰かのサンタクロース」三枝夕夏 IN db                        |
| 2009年1月  | 「touch Me!」倉木麻衣                                                  | 「もっとキミ色に染まりたい」PINC INC                                      |
| 2009年2月  | 「恋心 輝きながら」Naifu                                               | 「GRAND FINALE」BREAKERZ                                                  |
| 2009年3月  | 「Revive」倉木麻衣                                                     | 「アイノコトバ」愛内里菜                                                  |